# 서병수
서병수(徐秉洙, 1952년 1월 9일~)는 대한민국의 정치인, 관료로, 제16·17·18·19·21대 국회의원이다. 민선 6기 부산광역시장을 역임하였다.

## 경력
- 부일여객 대표이사
- 동부산대학 금융경영학과 겸임교수
- 동의대학교 경영학과 특임강사
- 동백장학회 회장
- 새마을운동 해운대구지회 지회장
- 생활체육협의회 해운대구 축구연합회 회장
- 부산장애인총연합회 고문
- 2001년 1월 25일: 2000년 1월 재보궐선거 당선(민선 2기, 부산광역시 해운대구청장, 한나라당, 초선)
- 2000년 1월~2002년 2월: 제12대 부산광역시 해운대구청장(민선 2기, 한나라당, 초선)
- 2002년 8월: 국회 환경노동위원회 위원
- 2002년 8월: 국회 예산결산특별위원회 위원
- 2002년~2012년: 한나라당 부산광역시당 해운대구·기장군 갑 당원협의회 위원장
- 2002년 8월 8일: 2002년 상반기 재보궐선거 당선(부산 해운대구·기장군 갑, 한나라당, 초선)
- 2002년 8월 9일~2004년 5월 29일: 제16대 국회의원(부산 해운대구·기장군 갑, 한나라당, 초선)
- 2004년 4월 15일: 대한민국 제17대 국회의원 선거 당선(부산 해운대구·기장군 갑, 한나라당, 재선)
- 2004년 5월 30일~2008년 5월 29일: 제17대 국회의원(부산 해운대구·기장군 갑, 한나라당, 재선)
- 2004년 5월: 국회 행정자치위원회 위원
- 2004년 5월: 국회 예산결산특별위원회 위원
- 2006년 6월: 국회 재정경제의원회 위원
- 국회 윤리특별위원회 위원
- 국회 운영위원회 위원
- 한나라당 원내부총무
- 한나라당 재해대책위원회 위원장
- 한나라당 정책위원회 부의장
- 한나라당 제1정조위원회 위원장
- 한나라당 정책위원회 의장
- 한나라당 부산광역시당 위원장
- 2007년 9월: 한나라당 여의도연구원 원장
- 2008년 4월 9일: 대한민국 제18대 국회의원 선거 당선(부산 해운대구·기장군 갑, 한나라당, 3선)
- 2008년 5월 30일~2012년 5월 29일: 제18대 국회의원(부산 해운대구·기장군 갑, 한나라당→새누리당, 3선)
- 2008년 8월: 국회 기획재정위원회 위원장 역임
- 2010년~2012년 11월: 18대 후반기 국회 행정안전위원회 위원
- 2010년~2010년 1월: 18대 국회 후반기 기획재정위원회 위원
- 2010년 7월: 한나라당 최고위원
- ~2012년 2월: 한나라당 도시재생특별위원회 위원장
- 2011년 8월~2012년 2월: 한나라당 재외국민협력위원회 위원장
- 2012년 2월~2014년 4월: 새누리당 부산광역시당 해운대구·기장군 갑 당원협의회 위원장
- 2012년 2월~2012년 5월: 새누리당 재외국민협력위원회 위원장
- 2012년 2월~2012년 5월: 새누리당 도시재생특별위원회 위원장
- 2012년 4월 11일: 대한민국 제19대 국회의원 선거 당선(부산 해운대구·기장군 갑, 새누리당, 4선)
- 2012년 5월 30일~2014년 4월 3일: 제19대 새누리당 국회의원(부산 해운대구·기장군 갑, 새누리당, 4선)
- 2012년 5월~2013년 5월: 새누리당 사무총장
- 2012년 7월: 제19대 국회 기획재정위원회 위원
- 2014년 6월 4일: 제6회 전국동시지방선거 당선(민선 6기, 부산광역시장, 새누리당, 초선)
- 2014년 7월 1일~2018년 6월 30일: 제36대 부산광역시장(민선 6기, 새누리당→자유한국당, 초선)
- 2016년 9월 5일~2017년 7월 25일: 제10대 전국시도지사협의회 부회장
- 2019년 4월~: 리더십 4.0 연구소
- 2020년 3월~2020년 4월: 제21대 국회의원 선거 미래통합당 부산광역시당 2020 통합 선거책위위원회 공동선거대책위원장
- 2020년 4월 15일: 대한민국 제21대 국회의원 선거 당선(부산 부산진구 갑, 미래통합당, 5선)
- 2020년 5월 30일~2024년 5월 29일: 제21대 국회의원(부산 부산진구 갑, 미래통합당→국민의힘, 5선)
- 2020년 5월~2020년 9월: 미래통합당 부산광역시당 부산진구 갑 당원협의회 위원장
- 2020년 7월~2024년 5월: 자유경제 포럼 구성의원
- 2020년 8월~2022년 5월: 제21대 국회 전반기 기획재정위원회 위원
- 2020년 8월~2022년 5월: 제21대 국회 전반기 기획재정위원회 경제재정소위원회 위원
- 2020년 9월: 국민의힘 호남 동행 국회의원 발대식 명예의원(전라북도 부안군)
- 2020년 9월~2024년 1월: 국민의힘 부산광역시당 부산진구 갑 당원협의회 위원장
- 2020년 11월~2022년 12월: 한-중앙아시아 의회외교포럼 공동회장
- 2020년 12월: 국민의힘 노동혁신특별위원회 위원
- 2021년 4월~2021년 5월: 국무총리(김부겸) 임명동의에 관한 인사청문특별위원회 위원장
- 2021년 7월~2021년 8월: 제20대 대통령 선거 국민의힘 대선경선준비위원회 위원장
- 2021년 12월~2022년 1월: 제20대 대통령 선거 국민의힘 살리는 선거대책위원회 부산 선거대책위원회 선거대책위원장단 총괄선거대책위원장
- 2022년 1월~2022년 3월: 제20대 대통령 선거 국민의힘 부산 살리는 선거대책위원회 선거대책위원장단 총괄선거대책위원장
- 2022년 1월~2022년 12월: 제21대 국회 2030 부산세계박람회 유치지원 특별위원회 위원장
- 2022년 4월~2022년 8월: 국민의힘 전국위원회 의장 겸 상임전국위원회 의장
- 2022년 5월~2022년 6월: 제8회 전국동시지방선거 국민의힘 부산광역시당 선거대책위원회 공동선대위원장
- 2022년 7월~2024년 5월: 제21대 국회 후반기 교육위원회 위원
  - 제21대 국회 후반기 교육위원회 예산결산기금심사소위원회 위원
- 2022년 12월~2023년 12월: 제21대 국회 2030 부산세계박람회 유치지원 특별위원회 위원
- 2023년 10월: 국민의힘 학교교육 및 대학입시 정상화 특별위원회 자문위원
- 2024년 3월~2024년 4월: 제22대 국회의원 선거 국민의힘 4 중앙선거대책위원회 부산·울산·경남 권역 선대위원장
- 2024년 3월~2024년 4월: 제22대 국회의원 선거 국민의힘 부산광역시당 선거대책위원회 총괄선대위원장
- 2024년 5월~: 국민의힘 부산광역시당 북구 갑 당원협의회 위원장
- 2024년 5월~2024년 7월: 국민의힘 당대표 및 최고위원 선출을 위한 중앙당 선거관리위원회 위원장
- 2024년 9월~2024년 10월: 2024년 하반기 재보궐선거 국민의힘 부산광역시당 부산광역시 금정구청장 보궐선거 선거대책위원회 공동선대위원장
- 2025년 5월~2025년 6월: 제21대 대통령 선거 국민의힘 김문수 대통령 후보 부산 선거대책위원회 총괄선거대책위원장 겸 인재영입위원장

## 학력
- 1965년 영도국민학교 졸업
- 1968년 부산중학교 졸업
- 1971년 경남고등학교 졸업
- 1975년 서강대학교 경제학 학사
- 1978년 서강대학교 대학원 경제학 석사
- 1987년 노던일리노이 대학교 대학원 경제학 박사

## 가족 관계
- 부: 서석인(1927년~2020년 1월 13일)
- 배우자: 권순진
- 아들: 서승재, 서경재
  - 며느리: 김은지(서승재의 부인)
- 동생: 서범수(1963년 9월 17일~)
- 손위처남: 이경훈(1950년 2월 17일~)

## 역대 선거 결과
|  | 66.79% |

|  | 69.56% |

|  | 55.55% |

|  | 64.98% |

|  | 55.52% |

|  | 50.65% |

|  | 37.16% |

|  | 48.52% |

|  | 46.67% |

## 소속 정당
| 소속 정당 | 소속 정당  | 소속 기간 | 비고      |
| --------- | ---------- | --------- | --------- |
|           | 한나라당   | 2000~2012 | 정계 입문 |
|           | 새누리당   | 2012~2017 | 당명 변경 |
|           | 자유한국당 | 2017~2020 | 당명 변경 |
|           | 미래통합당 | 2020      | 합당      |
|           | 국민의힘   | 2020~현재 | 당명 변경 |

## 같이 보기
- 해운대구·기장군 갑
- 부산 해운대구의 국회의원
- 부산 기장군의 국회의원
- 부산진구 갑
- 부산 부산진구의 국회의원
- 해운대구청장
- 부산광역시장